# Dinastia Hasmoneilor

Expansiunea Regatului Iudeei în vremea Hasmoneilor în anii 167-80 î.e.n.

Dinastia Hasmoneilor (ebraică: חשמונאים‎ , Hașmonaim) a fost o dinastie evreiască care a reînființat și condus Regatul Iudeei sau al Israelului, în zilele perioadei clasice a antichității, din punct de vedere geografic extins pe o mare parte din suprafața Țării lui Israel . Între 140 și 116 î.Hr., dinastia a condus în mod semi-autonom regiunea Iudeea sub Seleucizi. Din 110 î.Hr., odată cu dezintegrarea imperiului seleucid, dinastia a devenit independentă, extinzându-și dominația în regiunile învecinate ale Țării lui Israel sau Palestinei - (Galileea, Iturea, Pereea, Idumeea și Samaria), conducătorii luând titlul de rege al Iudeei - „meleh Yehuda” în ebraică, "basileos" în limba greacă.

## Conducători

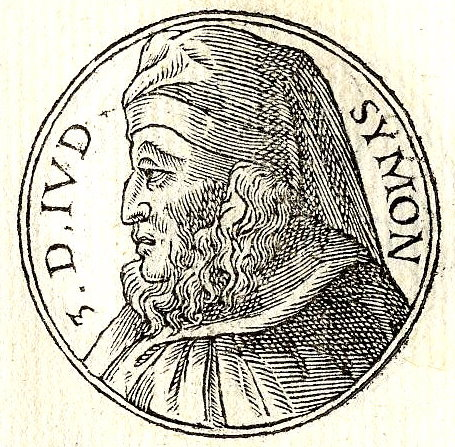
Simon Macabeul (imagine din Promptuarii Iconum Insigniorum)

- Simon Macabeul (Șimon Makabi) sau Simon Thassi (142 - 135 î.Hr.); fiul lui Matatia al lui Ioan. Țara lui e vasala seleucizilor.
- Ioan Hircan (Yohanan Hurkanos; 135-105); fiul lui Simon Macabeul. Regatul său devine independent.
- Aristobul I (Aristobulos I; 104-103); fiul lui Ioan Hircan
- Alexandru Jannaeus sau Alexandru Ianai (Yonatan Alexander Yanay; 103-76); fiul lui Ioan Hircan
- Salomeea Alexandra (Shlomtzion Alexandra; 76-67); soția lui Aristobul I
- Aristobul al II-lea (Aristobulos al II-lea; 67-63); fiul cel mare al lui Alexandru Jannaeus cu Salomeea Alexandra.
- Ioan Hircan al II-lea (Hurkanos al II-lea; 63-40); fiul cel mic al lui Alexandru Jannaeus cu Salomeea Alexandra. În timpul lui, Iudeea a devenit stat-clientelar al Romei, în urma intervenției militare a lui Pompei în războiul civil hasmoneic.
- Antigon (40-37 î.Hr.); fiul lui Aristobul al II-lea. În timpul lui, Iudeea a devenit stat-clientelar al arsacizilor. A fost ultimul prinț.

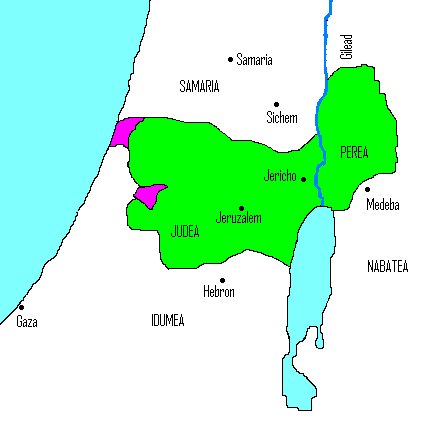
Monarhia hasmoneică pe vremea lui Simon Thassi
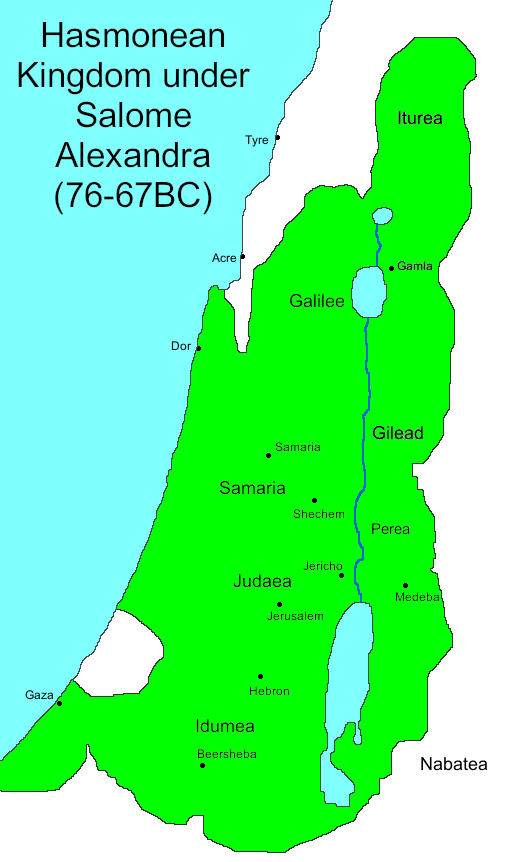
Regatul hasmoneilor pe vremea Salomeei Alexandra
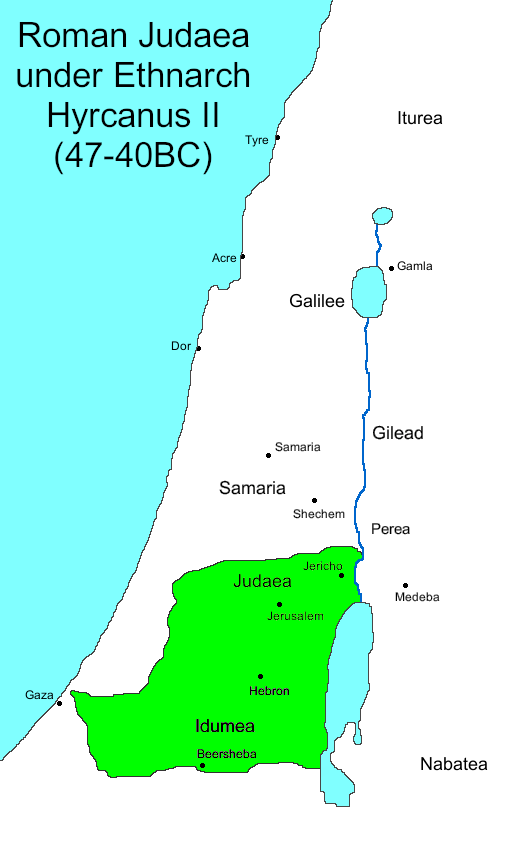
Iudeea, ca stat-clientelar roman de sub stăpânirea lui Ioan Hircan al II-lea